# Sant’Agata Bolognese
Sant’Agata Bolognese – miejscowość i gmina we Włoszech, w regionie Emilia-Romania, w prowincji Bolonia. Tutaj mieści się siedziba firmy Lamborghini.
Według danych na styczeń 2009 gminę zamieszkiwało 7336 osób przy gęstości zaludnienia 210,8 os./1 km².